# Ritratto di dama con ventaglio
Il Ritratto di dama con ventaglio è un dipinto olio su tela di Giovan Battista Moroni conservato nel museo Rijksmuseum di Amsterdam. Il ritratto venne esposto a Bergamo alla mostra dedicata all'artista nel 2005 nel Museo Adriano Bernareggi.

## Storia
L'assegnazione del dipinto al Moroni ebbe non poche discordanze, i primi anni era presente nel mercato d'arte dei collezionisti napoletani, per divenire di proprietà del 1804 del tedesco Johann Henrich Wilhelm Tischbein che lo aveva acquistato per la pinacoteca di Oldebrug attribuendolo a Paris Bordon, è l'acquisto più antico dei dipinti dell'artista, anche se non riconosciuto come sua opera, ma era abitudine dei viaggiatori tedeschi di acquisire opere per incrementare le collezioni private e pubbliche. Solo nel 1888 Wilhelm von Bode lo attribui al Moroni anche se per molto tempo il dipinto continuò a venir catalogato come opera del Bordon.
Il 1923 vide il dipinto esposto al Rijksmuseum che riuscì ad acquistarlo due anni dopo, venendo successivamente esposto nel 1930 a Londra e a Amsterdam nel 1934 con altre opere italiane. Fu Gertrude Lendorff nel 1939 a indicare l'autore come un alunno del Moroni, Giovanni Paolo Lolmo, ma questa sua identificazione venne immediatamente scartata.
Nel 1951 durante la reintelaiatura del dipinto, rinvenne la scritta DGH,841, permise di risalire al primo proprietario don Gaspar de Haro y Guazmain che lo indicava come Ritratto di Dama con ventaglio in mano ornata di perla di mano di Lorenzo Lotto.

## Descrizione
Se l'editto cittadino del 1540 nella parte dedicata ai Capitoli prehibenti le pompe della città di Bergamo vietava il lusso e l'uso di ori e ornamenti preziosi, con una specifica sui ventagli che dovevano avere solo impugnature in osso, in questo dipinto il Moroni non sembra seguire le ordinanze cittadine. 
Il ritratto raffigura una dama a mezzo busto riccamente ornata nell'abito e nella capigliatura. Una grande cintura le cade sulla vita, medaglione legato su raso rosa e una collana intrecciata in oro e il ventaglio che ha un nastrino rosa legato ad una grossa catena in oro. Sicuramente è la dama più riccamente vestita dipinta dal pittore albinese. Anche la sopravveste in broccato rosso che si stacca con il bianco del colletto inamidato, ha ricami in oro, così come le maniche dell'abito che sfuggono dal taglio del soprabito sono lavorate a filo d'oro.
Questa ricchezza d'abbigliamento e di colore riporterebbe il dipinto agli anni giovanili del Moroni, contrariamente la perfezione della luce dell'incarnato, pallido e perfetto nel viso come nelle mani e l'abilità pittorica in tratti veloci e sicuri lo daterebbero in età successiva. Lo sfondo in grigio sfumato, riporta infatti al dipinto raffigurante Vincenzo Guarinoni datato 1572, quindi in questi anni viene identificato il quadro.